# Der Tunnel (1915)
Der Tunnel ist ein phantastischer, deutscher Stummfilm von William Wauer aus dem Jahre 1915 nach dem Roman „Der Tunnel“ von Bernhard Kellermann.

## Handlung
Ingenieur Max Allan plant etwas Phantastisches: Er will nicht weniger, als einen Tunnel zwischen Europa und Amerika graben, um beide Kontinente endlich auf dem Landwege zu verbinden. Auch einen potenten Finanzier hat er gefunden: es ist der amerikanische Milliardär Lloyd. Allan benötigt gewaltige Summen, um dieses auf anderthalb Jahrzehnte Bauzeit veranschlagte Großprojekt umzusetzen.
Doch er hat mächtige Gegner, die seinen futuristischen Traum unbedingt verhindern wollen, allen voran der Präsident des Finanzsyndikats Woolf. Dieser stachelt die im Tunnelsystem schuftenden Arbeiter zum Streik und schließlich zur Revolte auf. Als Allan mit Engelszungen seine Leute zur Weiterarbeit überreden kann, greift sein ärgster Widersacher zum äußersten Mittel: Er lässt Sabotage verüben, in der Hoffnung, dass diese Anschläge bei Allan und den Arbeitern ihre Wirkung hinterlassen. Doch er irrt sich gewaltig.

## Produktionsnotizen
Im Jahre 1914 wurden die Vorarbeiten zu dem bis dahin kostspieligsten und aufwendigsten Filmprojekt des Deutschen Reichs geleistet. Es war geplant, Bernhard Kellermanns Roman Der Tunnel zu verfilmen. Die produzierende Vitascope beauftragte Rudolf Meinert mit der Filmregie. Dieser übernahm auch die Hauptrolle. Man befand sich in Berlin-Weißensee bereits inmitten der Dreharbeiten, als der Erste Weltkrieg ausbrach und der Film aus Kostengründen gestoppt wurde. Über ein halbes Jahr blieb Der Tunnel als Torso liegen, als 1915 nunmehr die PAGU das Zepter des Handelns übernahm, und den Film völlig neu zu drehen begann. Diesmal führte William Wauer Regie, und die Hauptrolle ging an Friedrich Kayßler. Diese im Union-Atelier in Berlin-Tempelhof fertiggestellte Fassung war in Umfang und Ausführung sehr viel kostengünstiger angelegt als Meinerts Projekt.
Der Sechsakter Der Tunnel passierte die Zensur am 17. August 1915 und wurde im darauf folgenden Monat uraufgeführt. Ein Jugendverbot wurde erlassen. Hermann Warm entwarf die umfangreichen Filmbauten (Maschinen aller Arten). Heinz Karl Heiland assistierte Regisseur Wauer. Für die gefeierte Operettensängerin Fritzi Massary war Der Tunnel einer ihrer seltenen Ausflüge in die Filmschauspielerei.
1933 verfilmte Kurt Bernhardt das Buch neu (Der Tunnel), 1935 entstand eine britische Fassung unter dem Titel Transatlantic Tunnel.
Im Jahre 2010 wurde eine rekonstruierte Fassung des Films nach 95 Jahren wiederaufgeführt.

## Rezeption
Die Lichtbild-Bühne empfand, dass hier „das hohe Lied der Arbeit“ gesungen und „die Poesie der Maschinentechnik und der imposante Zauber der riesenhaften Groß-Industrie“ in Wauers Film herausgestellt werde.